# Vitalie Rimbaud (1858-1875)
Pour les articles homonymes, voir Rimbaud (homonymie).
Pour l’article ayant un titre homophone, voir Vitalie Rimbaud.
Vitalie Rimbaud, née Jeanne Rosalie Vitalie Rimbaud le 15 juin 1858 à Charleville et morte le 18 décembre 1875 dans la même ville, est la sœur d’Arthur Rimbaud. 

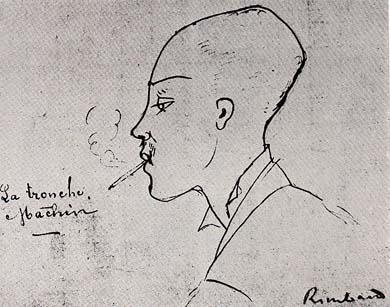
Rimbaud à la mi-décembre 1875, par Ernest Delahaye.

## Biographie
Vitalie, née le 15 juin 1858 à Charleville, est la fille de Marie Catherine Vitalie Cuif et de Frédéric Rimbaud. Ce dernier quitte le domicile conjugal en 1860, laissant son épouse avec quatre enfants en bas âge. En effet, Frédéric a sept ans, Arthur six, Vitalie deux et Isabelle, huit mois.
Vitalie grandit sous l'autorité d'une mère autoritaire et conservatrice qui lui inculque une éducation stricte basée sur la morale chrétienne. À la différence de ses deux frères Frédéric et Arthur, qui étaient passés par l'institut Rossat, structure privée mais laïque d'excellente réputation, elle est pensionnaire chez les religieuses du couvent des Sépulcrines, situé place du Sépulcre, actuellement place Jacques-Félix. 
« Vitalie Rimbaud vers l’âge de quinze ans avait la peau claire, les cheveux châtain foncé et les yeux bleus de son frère Arthur ».
Vitalie meurt le 18 décembre 1875, à l'âge de dix-sept ans passés, d’une synovite tuberculeuse, dite tuberculose des articulations.
Arthur Rimbaud assiste à son enterrement le crâne rasé, en signe de deuil. 
Elle a écrit un Journal intime et quelques poèmes. Son écriture exprime une fragilité, mais ne contient pas cette révolte permanente qui caractérise celle de son frère Arthur.

## Publications
- Vitalie Rimbaud, Gérard Martin (éd.) et Jean-Luc Steinmetz (éd.), Journal et autres écrits, Charleville-Mézières, Musée-bibliothèque Arthur Rimbaud, coll. « Bibliothèque sauvage » (no 5), 2006, 124 p. (ISBN 978-2-904704-12-3). Peut être consulté et acheté à la médiathèque Voyelles de Charleville-Mézières.